# Salida en contrafase
Una salida en contrafase o salida push-pull es un tipo de circuito electrónico que puede impulsar una corriente eléctrica positiva o negativa en una carga. Las salidas push-pull están presentes en circuitos lógicos digitales TTL y CMOS y en algunos tipos de amplificadores electrónicos. Se implementan usualmente como un par complementario de transistores, uno en modo sumidero (sink), es decir disipando o drenando corriente desde la carga hacia tierra o una fuente de poder negativa, y el otro en modo fuente (source), es decir alimentando o suministrando corriente hacia la carga desde una fuente de poder positiva. 
Debido a la forma como se dibujan esquemáticamente, con dos transistores apilados, uno encima del otro, normalmente con un diodo o una resistencia de protección entre ellos, las salidas en contrafase se denominan también salidas totem-pole, pero esta denominación se reserva generalmente para TTL y familias lógicas relacionadas.
Una etapa de salida convencional que no sea push-pull se denomina con frecuencia una salida de terminación sencilla (single-ended) para distinguirla de una salida en contrafase. Esta designación se aplica principalmente a circuitos analógicos.

## Salidaspush-pullen circuitos digitales
En circuitos digitales con salida push-pull, cada transistor se conmuta al estado de conducción (on) cuando su complemento se conmuta al estado de bloqueo (off). Una configuración especial son las salidas TTL y de familias lógicas relacionadas. En este caso, el transistor superior funciona como un pull-up activo, en modo lineal, mientras que el transistor inferior lo hace como un interruptor, en modo digital. Por esta razón, este tipo de salidas no son capaces de suministrar en el modo fuente tanta corriente como la que drenan en el modo sumidero (típicamente veinte veces menos).
Una desventaja de las salidas push-pull simples es que no se pueden conectar dos o más de ellas entre sí porque si una intenta tirar (pull) mientras otra intenta empujar (push), los transistores se pueden destruir. Para superar esta restricción, algunas salidas push-pull tienen un tercer estado en el cual ambos transistores se conmutan al estado de bloqueo (off). En este caso se dice, entonces, que la salida está flotante, en tercer estado (tri-stated) o en estado de alta impedancia (Hi-Z).
La alternativa a una salida push-pull es un solo interruptor que conecte la carga a tierra o a la fuente de alimentación. En el primer caso se habla de una salida de colector abierto o de drenador abierto, mientras que en el segundo de una salida de emisor abierto o de fuente abierta, dependiendo de si se utiliza como interruptor un transistor bipolar (BJT) o un transistor de efecto de campo (FET).

## Salidaspush-pullen circuitos analógicos
En circuitos analógicos, las salidas push-pull se utilizan como etapas de salida de ciertos tipos de amplificadores de potencia. Por la misma razón, estos amplificadores se denominan amplificadores push-pull. En este tipo de amplificadores, los dos dispositivos, o grupos de dispositivos, de salida (transistores o tubos) operan en contrafase, lo cual significa que sus señales de control están desfasadas 180°. Las dos salidas en contrafase se conectan a la carga de tal forma que las componentes de señal se suman mientras que las componentes de distorsión debidas a la no linealidad de los dispositivos de salida se restan. Si la no linealidad de ambos dispositivos de salida es similar, la distorsión se reduce considerablemente. Los circuitos push-pull simétricos deben cancelar las armónicas de orden par (f2, f4, f6) y favorecer las armónicas de orden impar (f1, f3, f5) cuando se manejan en el rango no lineal.
Un amplificador push-pull produce menos distorsión que un amplificador de terminación simple. Esto permite que un amplificador clase A o clase AB tenga mucho menos distorsión para la misma potencia que sus versiones de terminación simple correspondientes. En general, los amplificadores clase AB y clase B disipan mucha menos potencia para la misma salida que los amplificadores clase A y la distorsión se puede mantener muy baja mediante la aplicación de grandes cantidades de realimentación negativa. 
Una configuración especial de salidas push-pull análogas son las que utilizan válvulas termoiónica, los cuales no están disponibles en pares complementarios. En este caso se utilizan dos tubos, o grupos de tubos, idénticos con sus rejillas de control gobernadas en contrafase. Estos tubos manejan la corriente a través de las dos mitades del devanado primario de un transformador con derivación central de salida, de modo que las corrientes de señal se suman, mientras que las señales de distorsión debidas a las curvas características no lineales del tubo se cancelan. Los amplificadores con salidas en contrafase de tubos fueron diseñados mucho antes del desarrollo de los dispositivos electrónicos de transistores y son todavía utilizados por algunos audiófilos y músicos puristas, quienes consideran que suenan mejor